# 南方翼條鰍
南方翼條鰍（學名：Pteronemacheilus meridionalis），為輻鰭魚綱鯉形目條鰍科翼條鰍屬的其中一種。分布於亞洲中國及寮國的湄公河流域，體長可達5.3公分，棲息在礫石底質、流動快速的河川底層水域，生活習性不明。

## 扩展阅读
維基物種上的相關：南方翼條鰍